# Pupila

Diagrama esquemático do olho humano.

Pupila (termo oriundo do latim, pupilla - menininha), ou Menina dos olhos, é a parte do olho, como um orifício de diâmetro regulável, que está situada entre a córnea e o cristalino, e no centro da íris, responsável pela passagem da luz do meio exterior até os órgãos sensoriais da retina. Localiza-se na parte média do olho, ou úvea e tem por função regular a quantidade de luz que passa para a retina.
A pupila é um orifício que regula a entrada de luz. Por ser um orifício, não tem cor, mas a sua aparência é preta, pois não há iluminação na parte interna dos olhos.
A íris possui músculos que podem se contrair ou relaxar, diminuindo ou aumentando o tamanho da pupila de acordo com a iluminação do ambiente. Dessa forma, a íris regula automaticamente a intensidade de luz que entra no olho.

## Anatomia comparada
Possui formatos variáveis, conforme a espécie: é circular, no ser humano; nos felinos assume formato elipsoidal, no sentido vertical; nas cabras tem formato oval-retangular, em sentido horizontal.
Nos humanos e em muitos outros animais (inclusive alguns poucos peixes), o tamanho da pupila é controlada pela constrição e dilatação involuntária da íris, para controlar a intensidade da passagem de luz, por reflexo. No homem numa claridade normal, a pupila tem um diâmetro de 3 a 5 milímetros; em grande luminosidade o diâmetro chega a medir 1,5 mm.; no escuro, pode atingir o diâmetro de 8 mm. O estreitamento da pupila resulta numa maior gama focal.

Reflexos da pupila humana, em resposta a estímulo luminoso.

O formato mais comum é o circular ou esféricos. Nas espécies aquáticas são encontrados outros formatos, que variam de acordo com as características ópticas da lente, forma e sensibilidade da retina e, ainda, com as exigências visuais das espécies. Os formatos elipsoidais são encontrados nas espécies que são ativas numa variação grande de níveis luminosos; quando há bastante claridade, a pupila é semelhante a um pequeno traço, embora permita lançar luz sobre grande parte da retina.
A orientação vertical da pupila dos felinos pode ser explicada pois este formato permite uma maior percepção do deslocamento no plano horizontal de suas presas; a orientação horizontal da pupila dos caprinos, por sua vez, parece favorecer a percepção no ambiente montanhoso, essencialmente vertical. O formato circular, por sua vez, amplia o campo da chamada visão periférica e o poder de concentração num determinado foco.
Muitas cobras, como jibóias, pítons e outras, têm pupilas verticais, ovais, que as ajudam a caçar suas presas sob uma gama extensa de claridade. Gatos e raposas também possuem pupilas neste formato, ao passo em que leões e lobos têm-nas redondas, embora sejam, respectivamente, das mesmas famílias dos gatos e raposas. Algumas hipóteses para isso é que alguns formatos de pupilas favorecem a perseguição de presas pequenas, enquanto outras a caça de animais maiores.

## Reflexos
- Midríase: dilatação da pupila
- Miose: contração da pupila